# هانك نواك
هانك نواك هو لاعب هوكي الجليد كندي، ولد في 24 نوفمبر 1950 في أوشاوا في كندا.

## وصلات خارجية
- هانك نواك على موقع دوري الهوكي الوطني (الإنجليزية)
- هانك نواك على موقع قاعة مشاهير الهوكي (لاعب أن.إتش.أل) (الإنجليزية)
- هانك نواك على موقع EliteProspects.com (الإنجليزية)
- هانك نواك على موقع HockeyDB.com (الإنجليزية)
- هانك نواك على موقع Hockey-Reference.com (الإنجليزية)